# Porter Creek Centre
Pour les articles homonymes, voir Porter et Creek.
Circonscription électorale territoriale du Canada
Porter Creek Centre est une circonscription électorale territoriale du Yukon au (Canada).
L'actuelle députée territoriale est Yvonne Clarke.

## Liste des députés
|  | 2002 - 2006     | Archie Lang   | Parti du Yukon |
|  | 2006 - 2011     | Archie Lang   | Parti du Yukon |
|  | 2011 - 2016     | David Laxton  | Parti du Yukon |
|  | 2011 - 2016     | David Laxton  | Indépendant    |
|  | 2016 - 2021     | Paolo Gallina | Libéral        |
|  | 2021 - en cours | Yvonne Clarke | Yukon          |

## Résultats des Élections
| Élections générales yukonnaises de 2011 | Élections générales yukonnaises de 2011 | Élections générales yukonnaises de 2011 | Élections générales yukonnaises de 2011 |
| Candidat                                | Candidat                                | Parti                                   | # de voix                               |
| --------------------------------------- | --------------------------------------- | --------------------------------------- | --------------------------------------- |
|                                         | David Laxton                            | Parti du Yukon                          | 298                                     |
|                                         | Kerry Huff                              | Libéraux                                | 245                                     |
|                                         | Jean-François Des Lauriers              | Néo-Démocrate                           | 230                                     |
| Total                                   | Total                                   | Total                                   | 773                                     |